# Vogogna
Vogogna est une commune italienne de la province du Verbano-Cusio-Ossola dans la région Piémont en Italie.

## Administration

### Communes limitrophes
Beura-Cardezza, Pallanzeno, Piedimulera, Pieve Vergonte, Premosello-Chiovenda

### Jumelages
- Lançon de Provence (France)